# Microgale dryas
Microgale dryas é uma espécie de mamífero da família Tenrecidae, endêmica de Madagascar.